# Pentapedilum vittatum
Pentapedilum vittatum är en tvåvingeart som först beskrevs av Freeman 1958.  Pentapedilum vittatum ingår i släktet Pentapedilum och familjen fjädermyggor.
Artens utbredningsområde är Uganda. Inga underarter finns listade i Catalogue of Life.